# Santuario di Nostra Signora della Guardia (Monte Argegna)
Il santuario di Nostra Signora della Guardia si trova sul Monte Argegna, fra il versante della Lunigiana e quello della Garfagnana, vicino al passo dei Carpinelli nel comune di Minucciano, dal cui centro dista 11 Km. 
Il più celebre santuario di Nostra Signora della Guardia è situato sul Monte Figogna, presso Genova ed è dedicato alla Vergine che appare a Benedetto Pareto alla fine del XV secolo, secondo i documenti datati 1535 - 1594; il santuario del monte Argegna ha trovato ispirazione da quello del monte Figogna

## Origini del santuario
Le origini del santuario di Nostra Signora della Guardia di Argegna si hanno in una piccola chiesa progettata dall'architetto Maurizio Dufour di Genova, iniziata a costruire il 20 maggio 1895 per volontà di don Antonio Pierotti, parroco di Sermezzana e don Lavagetto, predicatore delle Missioni nella parrocchia di don Pierotti. La statua della Madonna della Guardia, opera di Antonio Canepa, fu donata dal parroco di Teglia e fu portata a Carpinelli il 31 maggio 1896 e poi nella chiesa di Sermezzana, frazione di Minucciano. Nel 1897, non appena la chiesa fu terminata, la statua della Madonna venne portata sul monte Argegna e, in questo stesso giorno, avvenne l'inizio dei lavori per il grande santuario, progettato dall'architetto genovese Massarosa Massardo. Nel 1901, la primitiva chiesetta divenne un santuario, dotato di tre navate.

## Le varie vicende nel corso degli anni
Per ricordo del Giubileo del 1901 sull'Argegna fu collocata una Croce; nell'agosto dello stesso anno il vescovo di Massa, Emilio Maria Miniati pose sul capo della statua della Madonna una corona argentea e proclamò Nostra Signora della Guardia in Argegna Guardiana della Garfagnana e della Lunigiana. Nel 1902 ebbero inizio i lavori per la Canonica - Ospizio, vicino al santuario e questi lavori si concluderanno nel 1906. Nel 1903 fu iniziata anche la costruzione della strada che da Carpinelli conduce al santuario e, nel 1914, fu completata la costruzione dei porticati laterali del santuario.

## Da Curazia autonoma a Cappellania curata

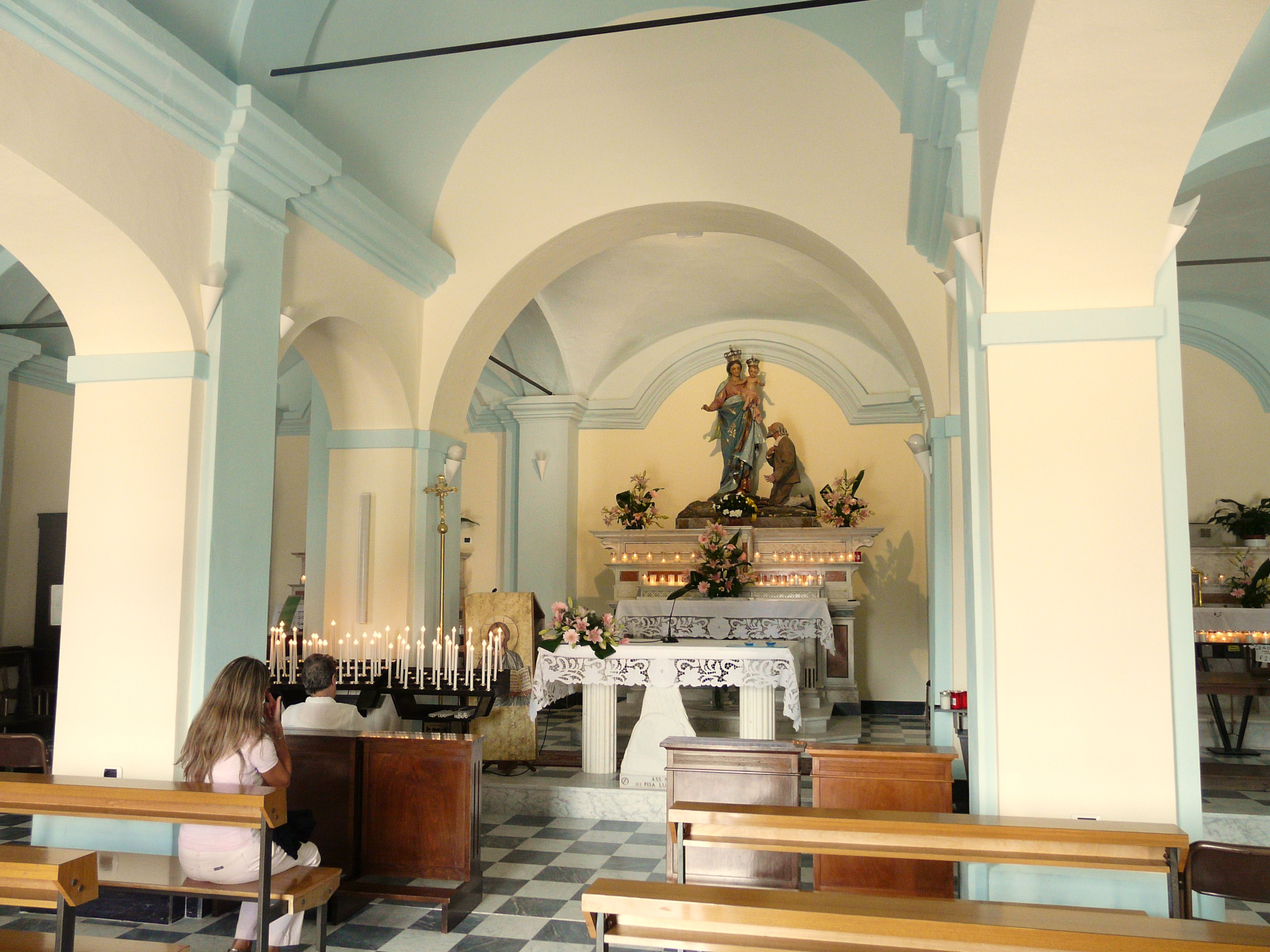
L'interno del santuario.

Nel 1920 il santuario venne dichiarato dalla autorità ecclesiastica Curazia autonoma; nel 1922 fu riconosciuto dallo Stato come ente morale e fu denominato Cappellania curata.

## Altre vicende del santuario
Nel 1925 furono posti nel santuario due altari in marmo, uno dei quali dedicato a sant'Antonio. Nel 1926 don Pierotti cedette alla Cappellania curata del santuario di Argegna dodici appezzamenti di terreno ed anche il fabbricato vicino al santuario. Nel 1927 venne collocato un altare in marmo, dedicato al Sacro Cuore. 

## Il santuario durante la guerra
Il 13 luglio 1944 la canonica fu incendiata dalle truppe tedesche che fecero bersaglio di arma da fuoco le statue della Vergine e quella di sant'Antonio, mutilandole. Nel febbraio 1945 il santuario fu mitragliato anche da aerei inglesi.

## Periodo del dopoguerra
Il 19 maggio 1946 la statua restaurata della Madonna ritornò nella sua sede. Nell'agosto 1952, per incrementare la forestazione, presso il santuario si svolse la Festa Provinciale dell'Albero, alla presenza di Luigi Gui. Nel 1959, in occasione del Convegno della Comunità montana, presieduto da Giuseppe Togni, venne inaugurato l'acquedotto. Nel 1962 si tenne sul monte Argegna la Festa Nazionale della Montagna, che vide la partecipazione del Ministro dell'Agricoltura Mariano Rumor e, in questa occasione, venne benedetta la Cappella Votiva dedicata a san Giovanni Gualberto, costruita a Ca' Gherardi, sulla strada che si snoda tra Carpinelli e l'Argegna. Nel 1964 la Canonica-Ospizio divenne Casa del Pellegrino.

## Campana Votiva degli Alpini
Il 25 giugno 1982 venne inaugurata la Campana Votiva degli Alpini, a ricordo delle Divisioni Alpine Cunense, Julia, Tridentina, Taurinense, Alpi Graie, Pusteria; questa campana è situata in una torre campanaria aperta sui due lati e poggiante su una piattaforma circolare e fu progettata dall'architetto Tito Salvatori. Sulla stessa appare una scritta in latino che recita le seguenti parole: “VOBIS HONOR/ MONITUSQUE GENTIUS/ SONITUS MEUS/ DUM LAUDES VESTRAS/ AERE COTI CELEBRO”. L'opera è stata progettata e fusa dall'ing. Capanni di Sparavalle, nella fonderia omonima, sita nei dintorni di Castelnuovo Monti, nell'Appenino Tosco-Emiliano. 
In questo stesso anno il santuario divenne chiesa parrocchiale, per il decreto del vescovo di Massa, monsignor Aldo Forzoni.

## Celebrazioni al santuario
La festa al santuario si tiene l'ultima domenica di agosto.